# 传热传质学
传热传质学主要介绍传热、传质过程所遵循的基本原理；分析稳态和非稳态条件下热传导及质量扩散现象；研究热对流过程中的能量平衡及质量传递的问题；讨论解决实际工程问题的数学方法。